# Münchener Neue Secession

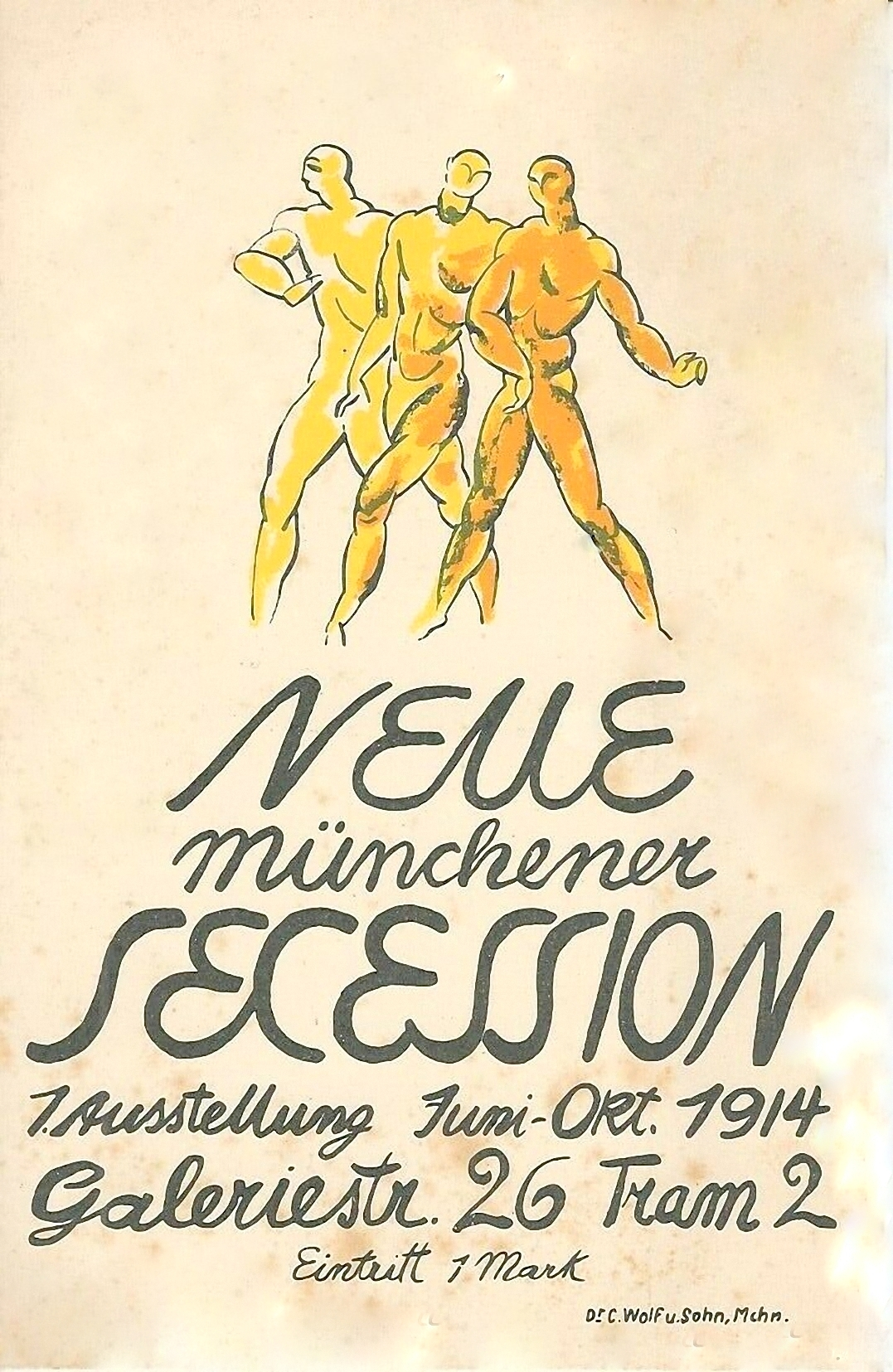
Ankündigung der ersten Ausstellung der Neuen Münchener Secession (ab 1917: Münchener Neue Secession), 1914.

Die Münchener Neue Secession (MNS) war eine 1913 gegründete Künstlervereinigung, in der sich zunächst ehemalige Mitglieder der Münchener Secession, die sich von ihrer immer konservativer gewordenen Künstlergruppe nicht mehr angemessen vertreten fühlten, sowie Mitglieder der Scholle, der Neuen Künstlervereinigung München (N.K.V.M.), der Künstlergruppe Sema und des Internationalen Bundes zusammenfanden. Bis 1916 wurde sie unter dem Namen Neue Münchener Secession geführt. 1937 musste sie sich unter dem Druck des Nationalsozialismus auflösen.

## Gründung
Eine Reihe jüngerer Künstler, darunter Karl Arnold, Bernhard Bleeker (1. Vorsitzender ab 1918), Adolf Erbslöh, Alexej von Jawlensky, Paul Klee und Albert Weisgerber bildeten nach dem Vorbild der Neuen Secession in Berlin eine eigene Künstlergruppe. Im Gründungszirkular schrieben sie: „München als Kunststadt und Münchens junge aufstrebende Talente brauchen eine neue Organisation, die die Besten aus vielen kleinen Gruppen zu einem Bunde zusammenfaßt. Dies war der leitende Gedanke bei der Gründung der ‚MNS’: Nicht nur einer Richtung, sondern jedem individuell schaffenden Künstler soll sie dienen“. Weisgerber wurde der erste Vorsitzende der Vereinigung. Die erste Ausstellung der damals als Neue Münchener Secession titulierten Künstlergruppe fand vom 30. Mai bis zum 1. Oktober 1914 in der Galeriestraße 26 statt.
In der Münchener Neuen Secession versammelten sich überwiegend expressionistisch arbeitende Künstler. Nach dem Ersten Weltkrieg kamen nachexpressionistisch arbeitende Kunstschaffende hinzu. Der Stil der sich zunehmend durchsetzenden Neuen Sachlichkeit war ebenfalls vertreten.

## Ausstellungen und Mitglieder
Die Münchener Neue Secession veranstaltete regelmäßig Ausstellungen ihrer Mitglieder, die zu Beginn in der umgebauten Eisbahn in der Galeriestraße, in den Räumen des Münchner Kunstvereins, im Frühjahr 1920 in der Modernen Galerie Thannhauser und in den 1920er Jahren im Westflügel des Glaspalasts stattfanden.
In den Jahren 1926, 1930, 1931, 1932 und 1935 gab es gemeinsame Ausstellungen mit der Münchner Künstlergenossenschaft und der Münchener Secession.
Bei einer weiteren gemeinsamen Ausstellung im Frühjahr 1937 in der Neuen Pinakothek waren nur noch wenige Mitglieder der Münchener Neuen Secession vertreten.
Anlässlich der 800-Jahr-Feier der Stadt München fand 1958 eine „Ehrenausstellung“ im Münchner Kunstverein statt.
Zu den Mitgliedern zählten neben den oben genannten Karl Arnold, Bernhard Bleeker, Adolf Erbslöh, Alexej Jawlensky, Paul Klee und Albert Weisgerber:
- Wladimir Georgijewitsch Bechtejew
- René Beeh
- Dora Brandenburg-Polster
- Dora Bromberger
- Heinrich Campendonk
- Karl Caspar
- Maria Caspar-Filser
- Oskar Coester
- Max Feldbauer
- Alexander Fischer
- Erich Glette
- Robert Genin
- Hans Gött
- Rudolf Großmann
- Thomas Theodor Heine
- Helene Jagerspacher-Haefliger
- Alexander Kanoldt
- Otto Kopp
- Hans Lasser
- Hans Reinhold Lichtenberger
- Maria Obermaier
- Carla Pohle
- Walter Püttner
- Clara Rilke
- Edwin Scharff
- Adolf Schinnerer
- Julius Wolfgang Schülein (1881–1970)
- Richard Seewald
- Rudolf Sieck
- Georg Schrimpf (1. Vorsitzender 1931)
- Otto Th. W. Stein
- Walther Teutsch
- Hugo Troendle
- Peter Trumm
- Max Unold
- Fritz Wrampe

„Auswärtige Mitglieder“ waren unter anderen:
- Karl Albiker
- Max Beckmann
- Charles Crodel
- Hermann Haller
- Erich Heckel
- Karl Hofer
- Oskar Kokoschka
- Alfred Kubin
- Moritz Melzer
- Emil Nolde
- Jules Pascin
- Max Pechstein
- Hans Purrmann

## Auflösung
Die Münchener Neue Secession wurde „gemäß der Verordnung des Reichspräsidenten zum Schutze von Volk und Staat vom 28. Februar 1933“ am 21. Dezember 1937 zwangsweise aufgelöst. Eine Reihe ihrer Mitglieder schlossen sich 1946 der Neuen Gruppe an.